# Thomaskirche (Aschaffenburg)

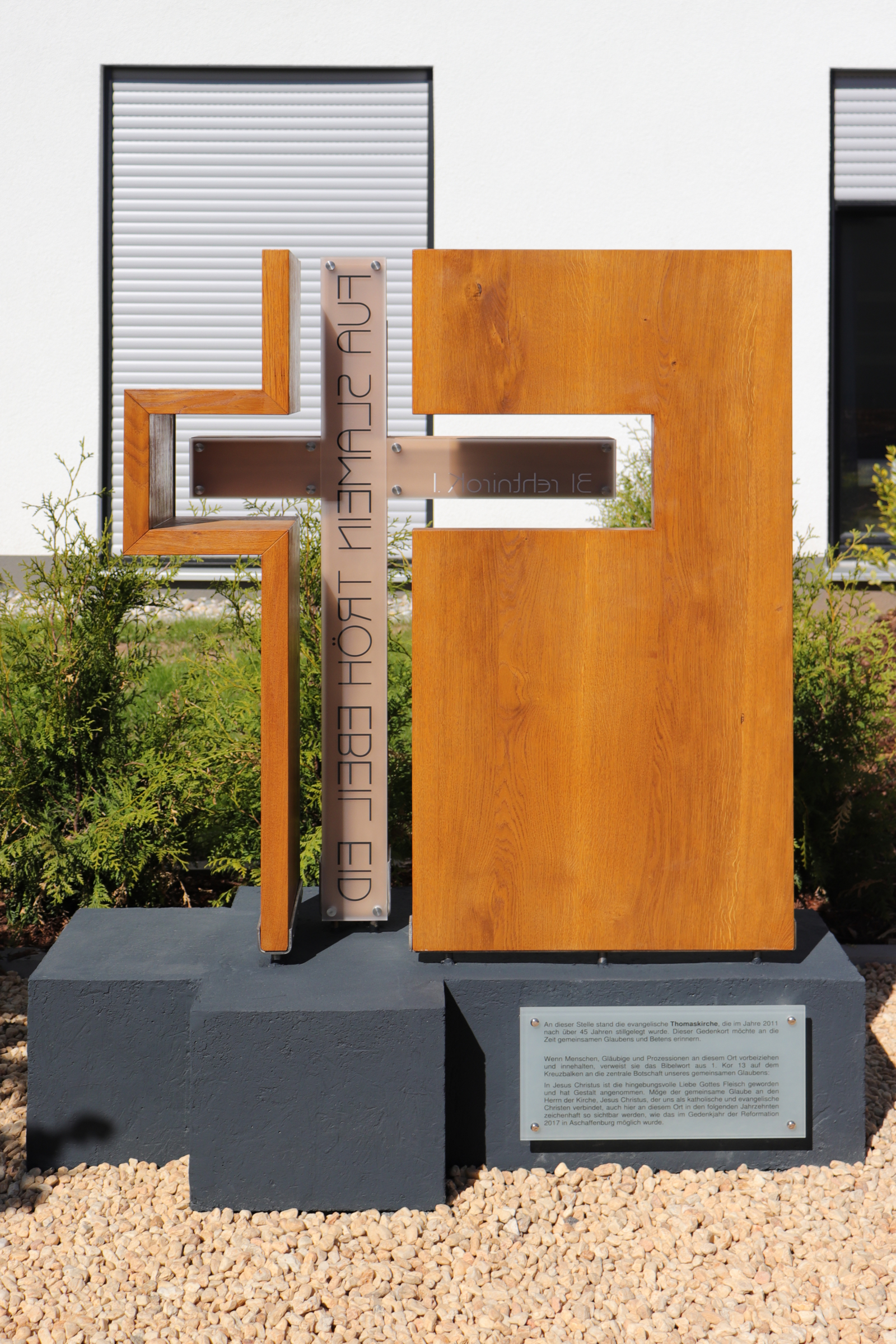
Denkmal am früheren Standort

Die Thomaskirche war eine evangelische Kirche in Aschaffenburg. Sie wurde im Zuge der Bebauung des Stadtteils nach dem Kriege auf dem Eckgrundstück Röderweg/Kneippstraße in unmittelbarer Nähe der katholischen Piuskirche als schlichter Zweckbau in Dienst gestellt. Am Ewigkeitssonntag, dem 20. November 2011, fand der letzte Gottesdienst statt. Das Gebäude befand sich in einem schlechten Zustand, nach dem Abriss 2016 wurde das noch im Eigentum der Kirche befindliche Grundstück verpachtet und ein größeres Wohngebäude darauf errichtet. Die ehemalige Gemeinde gehört nun wieder zur Christuskirche.
Robert Eidenschink fertigte ein Denkmal, das im Mai 2018 vom katholischen Monsignore Walter Holzheimer und dem evangelischen Pfarrer Hansjörg Schemann am früheren Standort eingeweiht wurde. Das Denkmal ist wie zuvor die Thomaskirche eine Station der Fronleichnamsprozession der benachbarten katholischen Kirche.